# Walter Brehme
Walter Brehme (Keuschberg, 21 de noviembre de 1921 - 21 de enero de 2007) fue un piloto alemán de motociclismo, que compitió en el Campeonato del Mundo de Motociclismo entre 1958 y 1962.

## Resultados en el Campeonato del Mundo
Sistema de puntuación desde 1950 hasta 1968:
| Posición | 1.º | 2.º | 3.º | 4.º | 5.º | 6.º |
| Puntos   | 8   | 6   | 4   | 3   | 2   | 1   |

### Carreras por año
(Carreras en negrita indica pole position; Carreras en cursiva indica vuelta rápida)
| Año  | Clase | Moto | 1     | 2     | 3       | 4     | 5     | 6     | 7       | 8     | 9     | 10      | 11    | Pts. | Pos. |
| ---- | ----- | ---- | ----- | ----- | ------- | ----- | ----- | ----- | ------- | ----- | ----- | ------- | ----- | ---- | ---- |
| 1958 | 125cc | MZ   | IOM - | NED - | BEL -   | GER 5 | SWE - | ULS - | NAT -   |       |       |         |       | 2    | 12.º |
| 1959 | 250cc | MZ   |       | IOM - | GER Ret | NED - | BEL - | SWE - | ULS -   | NAT - |       |         |       | 0    | -    |
| 1961 | 125cc | MZ   | ESP - | GER 3 | FRA -   | IOM - | NED 7 | BEL 6 | RDA 5   | ULS - | NAT 7 | SWE Ret | ARG - | 7    | 8.º  |
| 1962 | 125cc | MZ   | ESP - | FRA - | IOM -   | NED - | BEL - | ULS - | RDA Ret | NAT - | FIN - | ARG -   |       | 0    | -    |